# Cephalaria dirmilensis
Cephalaria dirmilensis är en tvåhjärtbladig växtart som beskrevs av Hub.-mor. Cephalaria dirmilensis ingår i släktet jätteväddar, och familjen Dipsacaceae. Inga underarter finns listade i Catalogue of Life.